# Pterocactus fischeri
Pterocactus fischeri és una espècie que pertany a la família de les cactàcies (Cactaceae).

## Descripció
Pterocactus fischeri produeix diverses tiges cilíndriques no ramificades. Són de color marró verdós amb protuberàncies i fan fins a 15 cm de llarg i d'1 a 1,5 cm de diàmetre. Els nombrosos gloquidis groguencs fan de 0,3 a 0,4 cm de llarg. Les quatre espines centrals marrons o negres tenen una punta groguenca, només estan presents als extrems superiors de les tiges i fan d'1 a 5 cms de llarg. Es formen 12 o més espines marginals blanquinoses, semblants a truges, que fan fins a 6 mm de llarg.
La flor de color coure a marró, de vegades porpra o groguenc coure, arriba a un diàmetre de fins a 2,5 cm. Els fruits amb molta gepa fan entre 2 i 2,5 cm de diàmetre.

## Distribució
Pterocactus fischeri es distribueix al sud i centre de l'Argentina a les províncies de Neuquén, Río Negro i la part sud de Mendoza a altituds de 500 a 1000 metres.

## Taxonomia
Pterocactus fischeri va ser descrita per Britton & Rose i publicat a The Cactaceae; descriptions and illustrations of plants of the cactus family 1: 31–32, f. 33–34, a l'any 1919.
Etimologia
Pterocactus: nom genèric que deriva de les paraules gregues: "πτερόν" (pteron), que significa "ales", i fa referència a les llavors alades que són típiques del gènere i úniques dins de la família dels cactus.
fischeri: epítet atorgat en honor al jardiner alemany Walter Fischer de l'Jardí botànic de Göttingen, que va descobrir l'espècie.